# 2021 a tudományban
2021 a tudományban és a technológiában. 

## Csillagászat és űrkutatás
- február 18. – A NASA Perseverance nevű marsjárója, mely a 2020. július 30-ai indulástól 472 millió km-t tett meg, sikeresen leszáll a Mars kijelölt pontján, a Jezero-kráterben.[1]
- április 19. – A Perseverance marsjáróval együtt a Marsra szállított kicsiny Ingenuity helikopter végrehajtja az első idegen bolygón végzett repülést: napelemei energiájával 3 méteres magasságra emelkedik és 30 másodpercig lebeg, majd simán visszaereszkedik.[2]
- május 14. – Kína 2020. július 23-án felbocsátott Tianven-1 űrszondájának leszállóegysége landol a Marson[3]
- december 25. – útjára indítják a James Webb űrtávcsőt, a valaha épített legjobb űrteleszkópot a Guyana Űrközpontból[4]

## Díjak
- Nobel-díjak:
  - Fizikai: Giorgio Parisi; Syukuro Manabe, Klaus Hasselmann[5]
  - Kémiai: Benjamin List, David MacMillan[6]
  - Orvosi: David Julius, Ardem Patapoutian[7]
- Abel-díj: Lovász László, a Magyar Tudományos Akadémia (MTA) volt elnöke és Avi Wigderson, a princetoni Fejlett Tanulmányok Intézete (USA) munkatársa.[8]

## Halálozások
- január 4. – Martinus Veltman Nobel-díjas holland fizikus (* 1931)
- január 28. – Paul J. Crutzen Nobel-díjas holland meteorológus, légkörkémikus (* 1933)
- június 4. – Richard Ernst Nobel-díjas svájci fizikai kémikus (* 1933)
- július 23. – Steven Weinberg Nobel-díjas amerikai fizikus (* 1933)